# Pacatuba (kommun i Brasilien, Ceará, lat -3,98, long -38,63)
Pacatuba är en kommun i Brasilien.   Den ligger i delstaten Ceará, i den östra delen av landet, 1 700 km nordost om huvudstaden Brasília. Antalet invånare är 72 249. Arean är 145 kvadratkilometer.
Terrängen i Pacatuba är kuperad västerut, men österut är den platt.
Följande samhällen finns i Pacatuba:
- Pacatuba

Omgivningarna runt Pacatuba är huvudsakligen savann. Runt Pacatuba är det ganska tätbefolkat, med 185 invånare per kvadratkilometer.